# Rimator pasquieri
La ratina coliblanca (Rimator pasquieri) es una especie de ave paseriforme de la familia Pellorneidae endémica de las montañas de Vietnam.

## Distribución y hábitat
Se encuentra únicamente en las montañas del noroeste de Vietnam. Su hábitat natural son los bosques húmedos tropicales montanos.